# サヤビト
『サヤビト』は、伊咲ウタによる日本の漫画。作者の初の連載作品であり、この作品はアフタヌーン四季賞で準入賞し、『Good!アフタヌーン』（講談社）にて、#3から#29まで連載

## あらすじ
物語は、戦争がひとまずの終結を迎えたところから始まる。
この漫画の人の主人公、「クイファ」と「リヴィア」は、「黒の守護神（プレティトーレ）」に所属する「主人（アド）」と「サヤビト」である。サヤビトとは人の形をした兵器であり、彼らの主な使命はそのサヤビトの登録。戦争のゴタゴタで所属不明になったサヤビトを管理するための活動である。登録の基準に満たない場合にはサヤビトを"保護"するのも彼らの役目。しかし「主人」は人間、更に「サヤビト」にも人間と同じように意思がある。そこには様々な事情があり、様々な関係性が存在する。そう簡単にはいかない。
この漫画は、そんな「主人」と「サヤビト」の、時に悲しく、時に温かい物語である。同時に物語は、「サヤビトとは何か」という根本に迫っていく。

## 登場人物

### 黒の守護神 (プレティトーレ）
リヴィア
この漫画の主人公の一人。もうひとりの主人公、クイファのサヤビトであると同時に、主人でもある。銀髪で青色の眼をしていて、その端麗な容姿からよく貴族と間違えられる。背は小さく、女性だが胸もない。このことはよくネタにされていて、本人も快くは思っていない様子。少し変わった性質を持っていて、その性質は過去に起因するようである。
クイファ
この漫画の主人公の一人。もうひとりの主人公、リヴィアの主人であると同時に、サヤビトでもある。片目に眼帯をした地黒で黒髪の男で、性格は優しく落ち着いていて、とても世話焼き。リヴィアの世話係と言っても過言ではない。
レトラ
サラを主人に持つサヤビト。リヴィアよりも小さく完全に子供の体の女の子。金色の髪の左右に結わった大きなリボンが特徴的。サヤビトだが、銃を主な武器として使う。語尾に「ですわ」をつけるのが口癖。クイファに片想いしている。
サラ
レトラの主人。メガネの似合う、そばかすの女性。観察眼と知識に長け、冷静な分析で少し頭足らずなレトラをサポートする。コーヒー狂いで、コーヒーがないと頭が働かないどころか体が動かなくなるらしい。サヤビトに深い興味を示し、独自に研究も進めている。良家の子女で、女子校時代はまだそばかすもなく、容姿・学業・器楽演奏などすべてにおいて優れていたため、生徒たちの憧れの的だった。
リオン
「黒の守護神」の局長。やり手らしい。「黒の守護神」はサヤビトの人権保護などを目的とした部署であり、この部署を創設したのは彼である。問題児のリヴィアを筆頭に彼に頭が上がらず、誰にでもずけずけと物を言うサラでさえ身構える存在。
メイ
リオンの助手を務める女性。掃除など「黒の守護神」の雑用の一切を一手に引き受け、日々明るく周囲を盛り上げている。リヴィアが大好きで、日々妄想に励んでいる。
ライラ
メイにはできない車の運転などを行う。助手というよりは無茶なことをするリオンのお目付け役といったところ。
コック
いつの間にやらレギュラーの天才的（？）料理人。本名は謎に包まれている。

### 敵勢力
ゴドフレード
サヤビトも人間も研究材料か奴隷としか考えていない狂人。研究の目的は不明であり、しかしサヤビトが関係しているのは明らか。いつもその顔には不敵な笑みが張り付いている。
ジョット
ゴドフレードの居住地の世話役の若い男。サヤビトを取り押さえされるくらい腕が立つ。
トーヴェ
ゴドフレードのサヤビト。すべての感情を無視し、ゴドフレードに命じられるままに行動する。武器はクナイのような投げナイフ。
双子
ゴドフレードのサヤビトの双子（姉と弟）。形の定まらない、剣の形にもなっていない剣を自在に操り、攻撃に防御に使う。

### その他の登場人物
ニル
双子の姉妹、キィトとスィトのサヤビト兼お母さん。主人なので当然だが、それとは別の意味でもキィトとスィトが彼女の全てである。
キィト、スィト
サヤビトのニルをお母さんと慕う双子の姉妹。2人の見分け方は頭のお団子が左右のどちらについているか。正面から見て、キィトが左上でスィトが右上。しかし、見分ける必要がないくらいいつも一緒の仲良し姉妹である。
ニルの主人
キィト・スィトの事件が落着したあと、ニルの主人になった中年男性。ニルにはサヤビトとしてでなく女性として好意を抱いているが、彼女の優先順位最上位がキィトとスィトであること、本人が不器用であることから、想いを伝えられずにいる(ニルにも全く気付いてもらえていない)。
ミト
鍛冶屋で修行中のサヤビト。主人は鍛冶の師匠。修行中という名目ではあるが腕は一流で、リヴィアなどの少し変わったサヤビトの剣を打ち直せる唯一の存在である。酒好き。
師匠
無口であまり感情を前に出さない、ミトの主人であり鍛冶の師匠。
アレッシア
不正に取引され、結果、カフという老紳士に引き取られたサヤビト。亡くなってしまった娘の代わりを使命として与えられるものの、その行動はほとんどメイドである。
カフ
アレッシアの主人。主に薔薇の品種改良を生業としている育種家。娘を病で亡くし、娘の代わりを求めてサヤビトを手に入れる。
アン / アンコラ
リヴィアがある場所で出会ったサヤビトの女の子。臆病で泣いていることが多い、少々面倒な印象を受ける彼女。多くのものを恐れるが、その分心を開いた相手を大事にする性格ようだ。
アレッサンドロ
体格の大きなサヤビト。湖でボートの係員をしていた。
フィオ
コジモの母に買われ、コジモの世話を任されることになるサヤビト。少々ドジなところもあるけれど、仕事に真面目で忠実。見かけによらず高齢。辛い経験を過去に持つ。
コジモの母
政府（衛生局）の高官。それゆえに忙しない身の上。
コジモ
政府高官の息子として生まれ、忙しい母に変わってフィオや屋敷の女中たちに囲まれて育つ。行動力に溢れ、思ったことを行動に移す政治家らしい一面を持つ。
リコ
サラの腹違いの弟で、今は刑事をやっている。重度のシスコンだが、サラ当人によって（無自覚に）そう仕立てあげられている節がある。
ルカ
サラの最初のサヤビト。少年のような外見と、より子供らしい中身を持つ。
サラの父親
厳しい人で、実の娘のサラに対してもそのように接する。
チッチ
リオンの知り合いの刑事。昔からの知り合いで、現在は仕事の上でもちつもたれつの関係性。チッチは警察としてサヤビトの武力を求め、リオンは警察に協力することによるサヤビトのイメージの改善を狙う。
教授
大学でサヤビトの研究をしている男の教授。変人だが、頭脳は確か。サラの恩師にあたる人。
国王
脱走癖のある奔放な王様。暗殺されかけたところを「黒の守護神」武闘派チームによって救われる。少年時代に起こした騒動により、リオンとはコネクションを持つ。

## 用語解説
サヤビト
サヤビトは、人とほとんど変わらない外見を持ちながら、人に非ざる力を持つ存在。高い身体能力とそれぞれに姿形の異なる剣を持つ。剣は普段は体に"あざ"や"刺青"のように収納され、必要に応じて取り出すことができる。手元から離れても意思ひとつで手元に戻すこともできる。そんな高度な能力を持つサヤビトだが、「主人」の「戦え（リベオラ）」の言葉が無ければ戦えない。「抜刀（リフ）」と言われなければ剣を出せない。そもそも主人がいなければ生きていけない。それがサヤビトなのである。
外見は一生変わらず、髪も伸びない。起動された瞬間からある程度の知識を備え、それぞれ性格も違う。成長も老化もしないが、寿命はある。
主人（アド）
サヤビトと契約し、サヤビトを使役する人間。基本的に、サヤビトは主人の言われたことをし、言われたとおりに振る舞う。別に世話をしなくてもいい。どんな人間でも、契約の粉と血液があれば主人になれる。
但し、サヤビトは政府が管理しているため、合法的に所持するには主人として一定の基準をクリアしている必要がある。
黒の守護神（プレティトーレ）
サヤビトの登録や派遣など、サヤビトに関する様々なことを一括して扱う政府の組織。サヤビトはその特殊な性格から、自らの不幸を訴えはしない。どんな冷遇を受けても、それが命令ならば従ってしまう。そんなサヤビトの側に立ち、サヤビトの人権保護などを目的として活動している。サヤビトも多く所属している。

## 書誌情報
- 伊咲ウタ 『サヤビト』 講談社〈アフタヌーンKC〉、全8巻
  1. 2010年3月5日発売 ISBN 978-4-06-310639-8
  2. 2010年3月5日発売 ISBN 978-4-06-310640-4
  3. 2010年9月7日発売 ISBN 978-4-06-310690-9
  4. 2011年3月7日発売 ISBN 978-4-06-310733-3
  5. 2011年9月7日発売 ISBN 978-4-06-310771-5
  6. 2012年3月7日発売 ISBN 978-4-06-387808-0
  7. 2012年9月7日発売 ISBN 978-4-06-387838-7
  8. 2013年4月5日発売 ISBN 978-4-06-387879-0